# 神田川 (曲)
「神田川」（かんだがわ）は、かぐや姫（当時のグループ名は「南こうせつとかぐや姫」）が歌った日本のフォークソング。1973年（昭和48年）9月20日にシングルレコードが発売された。喜多條忠が、早稲田大学在学中に恋人と神田川近くのアパートで暮らした思い出を歌詞にして、青春の悲しみが若者の共感を呼んでヒット曲となった。

## 解説
リード･ボーカルは南こうせつ。バイオリン演奏は武川雅寛。

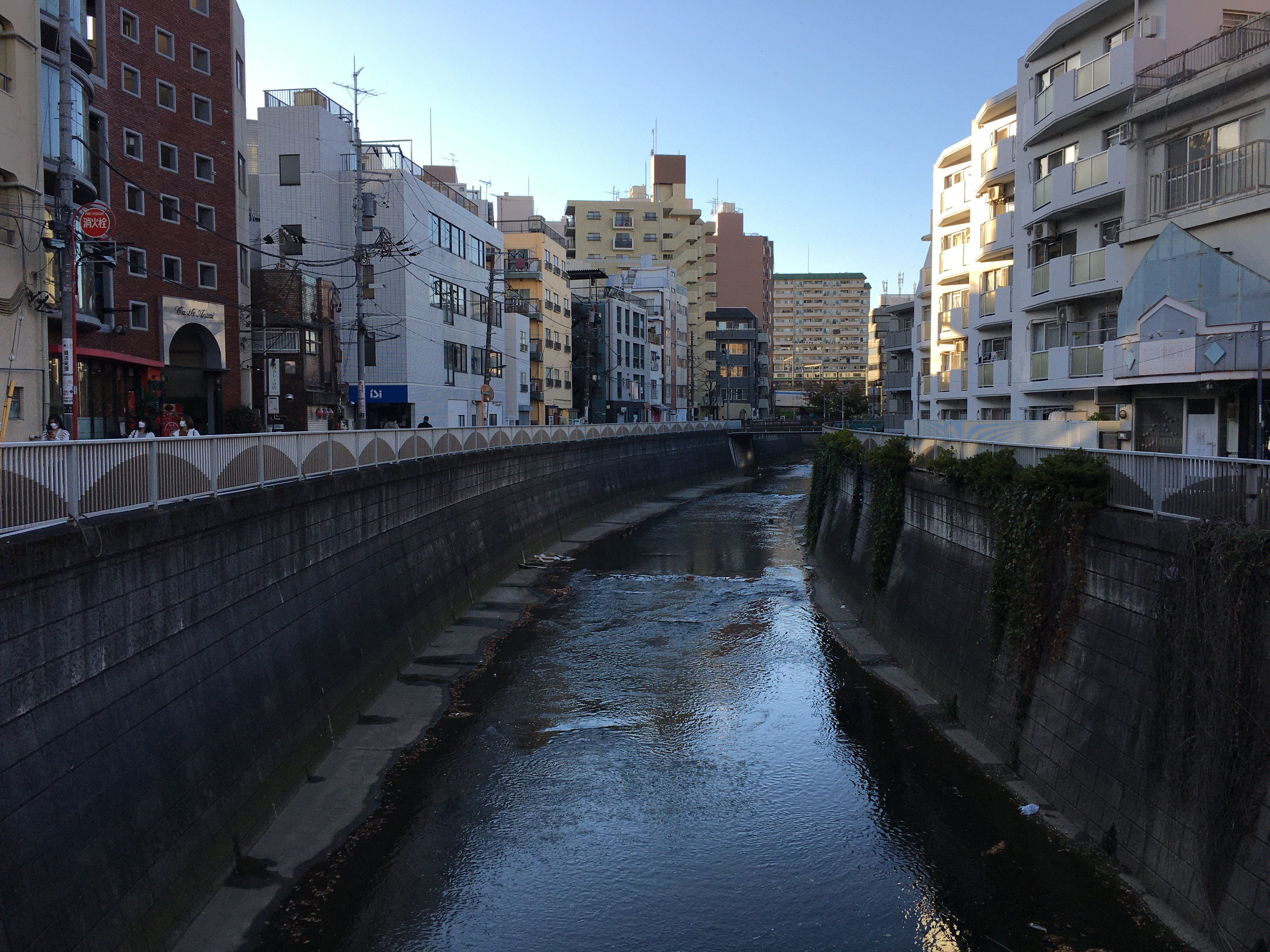
喜多條が住んだアパート近くの橋から見た神田川（2021年11月14日(日曜日)撮影）

南から作詞を依頼された喜多條は当時25歳で、早稲田大学を中退したのち放送作家として売り出し中だった。彼はタクシーで早稲田通りの小滝橋を通りかかった時、神田川の河川整備をする東京都庁職員を目にし、19歳の時に1年間だけ早大生の髪の長い女学生と三畳一間のアパートで同棲した日々を思い出した。窓から汚い神田川と大正製薬の煙突が見えるアパートだった。そしてその「青春時代を総括するつもりで」、約30分で一気に詞を書き上げた。さっそく南に電話をかけて詞を読み上げると、南はそれを折りこみチラシに書き留めながら、即興で思い浮かんだメロディを口ずさんでいった。詞を書きながらメロディが湧いてくるのは南も初めての体験で、電話を切った3分後にはもう曲が完成していた。
第一番の歌詞にて、女性が風呂屋（銭湯）で何時も待たされるという描写があるが、これは喜多条が銭湯で飼われていた鯉または金魚に餌をやったり、脱衣所のテレビでプロレス中継を見たりして、寒がりの恋人は赤いマフラーを首に巻いて待っていたことによるという。歌詞にある風呂屋のモデルは、早稲田通りから少し入ったところにあった「安兵衛湯」とされ、跡地にマンションが建っている。
当初、この作品は『かぐや姫さあど』（LPレコード、1973年7月20日発売）の収録曲だったが、南こうせつが当時DJを担当していたTBSラジオの深夜放送ラジオ番組『パックインミュージック』で本作を流したところ、聴取者からのリクエストが殺到し、同番組のリクエストランキング1位を獲得した。これを受けて日本クラウン社内で制作会議を開いてシングル盤として発売するかどうかを決める際、名物プロデューサーであった馬渕玄三が「この曲は歴史に残る名曲になる。これを出さなかったら日本クラウンは一生の恥をかくことになるぞ」と強力にシングルカットを推したため、『神田川』はフラット・マンドリンの演奏を追加したバージョンをレコーディングした上で改めてシングル盤として発売された。このシングル盤は、最終的に120万枚または160万枚、200万枚以上を売り上げ、かぐや姫にとって最大のヒット曲となった。1978年10月までのオリコン調べで売り上げ131万枚。『セブンティーン』1978年10月号の記事によれば、この時点でフォークソングのシングルとしてオリコン調べで歴代3位、87万枚の売り上げと書かれている（1位、小坂明子「あなた」）。
これだけのヒットを飛ばした『神田川』だったが、歌詞の2番に登場する「24色の『クレパス』買って」が商標名であることから、同年の『第24回NHK紅白歌合戦』の出演依頼が来た際にNHKから「（広告・宣伝放送を禁止した放送法83条1項及び日本放送協会定款51条に抵触する）『クレパス』という歌詞を（同法に抵触しない）『クレヨン』に修正せよ」と要請されたため出場を拒否している。NHK紅白歌合戦で、この歌がオリジナルのままで歌われたのは、南こうせつがソロで初出場を果たした1992年（平成4年）の『第43回NHK紅白歌合戦』であり、レコード発売から19年後のことだった。

## 作品の評価
安倍寧は『報知新聞』1974年1月4日付で「例の"金沢事件"以来、よしだたくろうはさえぬことはなはだしい。世間に広く知られたスキャンダルは、意外に尾をひくものだ。よしだにかつての新鮮さはない。よしだがもたもたしているうちに頭角を現してきたのが『神田川』の南こうせつとかぐや姫といえる。この曲にはよしだの『旅の宿』と共通したムードがあるからだ。かぐや姫の頭の良さは、フォークソングと懐古趣味を結びつけたことにある。この手がいつまで続くかは分からないけれども、とりあえずは若いフォークファン以外の中年層をも獲得したのは、成功といっていいだろう」などと評している。
1970年代の若者文化を象徴する作品の一つに数えられており、中野区中央1丁目の末広橋近くの公園には『神田川』の歌碑が建てられている。なお、実際の歌の舞台はもっと下流の戸田平橋付近で、喜多條が住んでいた「三畳一間の小さな下宿」があったのは、新宿区高田馬場2丁目の現在の専門学校敷地または豊島区高田3丁目7-17に所在した「千登世旅館」（2008年廃業）の隣といわれる。
2005年にNHKが実施した「スキウタ〜紅白みんなでアンケート〜」で白組28位にランクインした。

## 収録曲
1. 神田川 （3:09）
  - 作詞：喜多条忠、作曲：南こうせつ、編曲：木田高介
2. もういいじゃないか
  - 作詞：けむ秋尾、作曲・編曲：すぎやまこういち

## 「神田川」のカバー
- 1974年、あべ静江（アルバム『透きとおった哀しみ』収録）
- 1974年、小柳ルミ子（アルバム『あたらしい友達』収録）
- 1974年、ダークダックス（アルバム『ハーモニー』収録）
- 1975年、坂本九（アルバム『ターニング・ポイント TURNING POINT』収録）
- 1978年、石川さゆり（アルバム『演歌一直線』収録）
- 1979年、芦川よしみ（アルバム『わたしの四季 -芦川よしみ春夏秋冬-』収録）
- 1994年、香西かおり（アルバム『綴織百景 VOL.4 旅』収録）
- 1996年、大月みやこ（アルバム『昭和の名曲を歌う vol.10』収録）
- 2002年、松浦亜弥（アルバム『FOLK SONGS 2』収録）
- 2005年、石川ひとみ（アルバム『With みんなの一五一会〜フォークソング編』）
- 2007年、嘉門達夫（替え歌『パンダだわ』として、アルバム『言葉のチカラ!』収録）
- 2007年、ケイ・リラ（アルバム『KANDAGAWA』収録）
- 2007年、クミコ（アルバム『「10年」〜70年代の歌たち〜』収録）
- 2008年、島倉千代子（コンピレーションアルバム『エンカのチカラ -SONG IS LIFE 70's-』収録）
- 2009年、中森明菜（アルバム『フォーク・ソング2 〜歌姫哀翔歌』収録）
- 2009年、荻野目洋子（アルバム『Songs & Voice』収録）
- 2010年、坂本冬美（アルバム『Love Songs II 〜ずっとあなたが好きでした〜』収録）
- 2012年、吉幾三（アルバム『あの頃の青春を詩う』）
- 2013年、ももいろクローバーZ with 南こうせつ（アルバム『5TH DIMENSION』初回限定盤A収録）
- 2016年、桑田佳祐（Blu-ray・DVD『THE ROOTS 〜偉大なる歌謡曲に感謝〜』収録）
- 2021年、さだまさし （アルバム『アオハル49.69』収録[12]）

## 映画
当時のマスメディアから「ヒットソングにあやかって映画を作る、相も変わらず日本映画界の古臭い手口」などと揶揄されたが、1974年、関根恵子・草刈正雄の主演で東宝で映画化された。1974年1月に発売された作詞者・喜多条忠の自伝的小説「神田川」の映画化作品。大学の人形劇サークルに所属する上条真と、巡業先で出会った少女・池間みち子が同棲するというストーリーであるが、歌詞の内容とは関係ない。

### キャスト
- 上条真：草刈正雄
- 池間みち子：関根恵子
- ビゼン：所雅樹
- マキシ：黒沢のり子
- ゲバQ：佐久間亮
- ネモ：花房徹
- サトリ：北見敏之
- オハツ：伊藤比南子
- ケメコ：芳賀まり子
- 真の兄：勝部演之
- みち子の母：賀原夏子
- 老書房主：花澤徳衛
- 産婦人科医：神山繁
- 古本屋の親爺：名古屋章
- 料亭女将：鳳八千代

### 製作
映画化権獲得に対して、日活が先に目を付けていたが、松竹も含んだ日活、東宝と三社で三つ巴の争いを演じられ、南こうせつの親戚に東宝にコネのある人物がいたことから、後から名乗りを挙げた東宝が映画化権を獲得した。

#### ロケハン
1974年1月17日、プロモーションも兼ね、喜多條忠の案内で、報道陣も参加し、草刈正雄、関根恵子、出目昌伸監督らでロケハンが行われた。目白の椿山荘で車から降り、神田川を歩き、喜多條が「下宿の窓の下にこの川が流れていてね。あの頃でも三畳一間で家賃7000円。ふたりで2、3万円しか収入がなくて一つのラーメンを分けて食べたり苦労の連続だった。でも楽しかったなあ」などと話すと、草刈、関根とも苦労人だけにしんみりした。出目監督は二人を見つけて集まってきた近所の学生や主婦に取材。出目は「水上の井の頭公園から隅田川にそそぐまで神田川の全流域を取り入れ、神田川は流れるといった作品にしたい」とピントがずれた決意を述べた。歌が大ヒットするまで神田川の知名度は高くなく、『報知新聞』1974年1月18日付にはロケハンの様子以外の神田川の説明も長く書かれている。この記事では神田川は、林芙美子の随想『落合町山川記』や歌舞伎の『怪談乳房榎』で有名と書かれている。

#### 撮影
1974年2月7日クランクイン。撮影初日は草刈、関根が神田川のほとりを肩を寄せ合い歩くシーンなど、神田周辺でロケがあった。1974年2月28日、宮城県鬼首温泉近くの山中で、関根と草刈参加による雪中ロケ。二人のラブシーンも報道陣に撮影が許可された。
3月1日の雪中ロケに続いて同年3月7日、世田谷区砧の国際放映スタジオで再び、報道陣に関根の全裸写真を許可する撮影が行われた。関根は前年の『朝やけの詩』で「もう二度と全裸にはなりません」と全裸拒否宣言をしたが、本作でまたも脱いだ。『朝やけの詩』でのヌードシーンのマスメディア用の写真撮影は離れた位置からだったが、本作では至近距離からの撮影が許可され、報道陣30人が集結したことで関根は不貞腐れ気味。インタビューに応じたが「映画の中でヌードになるのはいいけど、一枚の写真だけを取り上げられるのは抵抗がある」と不満を述べた。この日撮影があった南こうせつは衆人環視の中で裸を披露した関根に感心した。

## テレビドラマ
2016年3月12日にBSジャパン開局15周年特別企画 ドラマスペシャル「青春の名曲ストーリー」の一作として「赤いスイートピー」とともに放送された。
脚本：和田清人、監督：星田良子（共同テレビジョン）。

### キャスト
- 根岸和雄：大杉漣
- 森川すみれ：前田亜季
- 根岸雅子：大島蓉子
- 根岸賢太郎：広木健太
- 宮坂：牧村泉三郎
- 根岸和雄(回想)：岩井拳士朗
- 平松塔子(回想)：前田亜季